# جون باكستون
جون باكستون (بالإنجليزية: John Paxton)‏ هو منتج أفلام وكاتب سيناريو أمريكي، ولد في 21 مايو 1911 في كانساس سيتي في الولايات المتحدة، وتوفي في 5 يناير 1985 في سانتا مونيكا في الولايات المتحدة.

## وصلات خارجية
- جون باكستون على موقع IMDb (الإنجليزية)
- جون باكستون على موقع أول موفي (الإنجليزية)
- جون باكستون على موقع قاعدة بيانات الفيلم (الإنجليزية)